# Lista filmelor Pokémon

Marele debut cinematografic din 1999 al primului film Pokémon

Această listă conține o enumerare a filmelor Pokémon.
| Nr. | Titlu                                                    | An lansare globală |
| --- | -------------------------------------------------------- | ------------------ |
| 1   | Pokémon: The First Movie - Mewtwo Strikes Back           | 1999               |
| 2   | Pokémon: The Movie 2000 - The Power of One               | 2000               |
| 3   | Pokémon 3: The Movie - Spell of the Unown                | 2001               |
| 4   | Pokémon 4Ever - Celebi: Voice of the Forest              | 2002               |
| 5   | Pokémon Heroes: Latias and Latios                        | 2003               |
| 6   | Jirachi Wish Maker                                       | 2004               |
| 7   | Destiny Deoxys                                           | 2005               |
| 8   | Lucario and the Mystery of Mew                           | 2006               |
| 9   | Pokémon Ranger and the Temple of the Sea                 | 2007               |
| 10  | The Rise of Darkrai                                      | 2008               |
| 11  | Giratina and the Sky Warrior                             | 2009               |
| 12  | Arceus and the Jewel of Life                             | 2009               |
| 13  | Zoroark: Master of Illusions                             | 2011               |
| 14A | Pokémon The Movie: White-Victini and Zekrom              | 2011               |
| 14B | Pokémon The Movie: Black-Victini and Reshiram            | 2011               |
| 15  | Pokémon the Movie: Kyurem vs. the Sword of Justice       | 2012               |
| 16  | Pokémon the Movie: Genesect and the Legend Awakened      | 2013               |
| 17  | Pokémon the Movie: Diancie and the Cocoon of Destruction | 2014               |
| 18  | Pokémon the Movie: Hoopa and the Clash of Ages           | 2015               |
| 19  | Pokémon the Movie: Volcanion and the Mechanical Marvel   | 2016               |